# 速速
速速（?—?），元朝大臣，畏兀儿人，元文宗时中书平章政事。
延祐七年（1320年）元英宗即位，任命速速为中书参知政事。至治二年（1322年），升任中书左丞，至治三年（1323年），元泰定帝即位，命他为御史中丞。因为贪污免官，后来再任湖广行省右丞。致和元年（1328年）七月，元泰定帝驾崩，他和佥枢密院事燕帖木儿在大都拥立怀王图帖睦尔即元文宗。速速担任中书左丞，升为平章政事，兼太禧院使，受命掌管度支粮草事。十一月，因为受贿和左丞相别不花勾结不法，被杖责，贬到襄阳。至顺元年（1330年）御史台弹劾他，于是被流放雷州。至顺二年（1331年），他和湖广行省参知政事彻里帖木儿对朝廷口出怨言，于是被告发，定为死罪，后来改为流放海南，终身禁锢。